# Karin Haftenberger
Karin Haftenberger (ur. 3 czerwca 1948 w Bad Dürrenberg) – niemiecka kajakarka, medalistka mistrzostw świata i olimpijka. W czasie swojej kariery sportowej reprezentowała Niemiecką Republikę Demokratyczną.

## Kariera sportowa
Zdobyła brązowy medal w wyścigu czwórek (K-4) na 500 metrów (w osadzie z Käthe Pohland, Anitą Kobuß i Helgą Ulze) na mistrzostwach świata w 1966 w Berlinie:. Startując z Anitą Kobuß, zajęła 5. miejsce w wyścigu dwójek na 500 metrów na igrzyskach olimpijskich w 1968 w Meksyku.
Była mistrzynią NRD na dystansie 500 metrów w dwójkach w 1966 i 1968, w czwórkach w 1968 oraz w sztafecie 4 × 500 metrów w 1966, wicemistrzynią w dwójkach w 1969, a także brązową medalistką w jedynkach w 1968 i 1969 oraz w dwójkach w 1967.